# Mars (csokoládé)
A Mars egy karamellás tejcsokoládé.

## Története
A Mars története 1931-ig nyúlik vissza, amikor Frank C. Mars a Washington államban található Tacomában megalapította édességgyárát.

## Összetevői
A csoki 27%-nyi karamellás tölteléket és 32% tölteléket tartalmaz. Összetevői: cukor, glükózszirup, kakaóvaj, zsíros tejpor, kakaómassza, napraforgóolaj, laktóz, sovány tejpor, savópor, zsírszegény kakaópor, emulgeálószer (szójalecitin), só, tojásfehérjepor, növényi zsír, hidrolizálttej-fehérje és vaníliakivonat. Nyomokban tartalmazhat földimogyorót, mandulát és mogyorót is, de színezőanyag, tartósítószer és mesterséges aroma nélkül készül. Esetleges allergén összetevői a laktóz, a szója, a tojás és az árpa.
A Mars szelet 100 grammja 70,1 gramm szénhidrátot, 16,6 gramm zsírt (ebből 8,2 gramm telített), 0,1 gramm nátriumot és 3,6 gramm fehérjét tartalmaz. Energiatartalma 448 kcal.

## Felhasználása
A rántott Mars szelet egy skót ételkülönlegesség.